# Słuchowo
Słuchowo est une localité polonaise de la voïvodie de Poméranie et du powiat de Puck. 

## Histoire
De 1772 à 1945, Schlochow fait partie de l'arrondissement de Lauenbourg-Bütow puis à partir de 1846, de l'arrondissement de Lauenbourg-en-Poméranie dans le district de Köslin dans la province de Poméranie.